# Korytnica (gemeente)
De gemeente Korytnica is een landgemeente in het Poolse woiwodschap Mazovië, in powiat Węgrowski.
De zetel van de gemeente is in Korytnica.
Op 30 juni 2004 telde de gemeente 6828 inwoners.

## Oppervlakte gegevens
In 2002 bedroeg de totale oppervlakte van gemeente Korytnica 180,54 km², waarvan:
- agrarisch gebied: 78%
- bossen: 14%

De gemeente beslaat 14,81% van de totale oppervlakte van de powiat.

## Demografie
Stand op 30 juni 2004:
| Omschrijving                   | Totaal | Totaal | Vrouwen | Vrouwen | Mannen | Mannen |
| ------------------------------ | ------ | ------ | ------- | ------- | ------ | ------ |
| eenheid                        | aantal | %      | aantal  | %       | aantal | %      |
| inwoners                       | 6828   | 100    | 3258    | 47,7    | 3570   | 52,3   |
| bevolkingsdichtheid (inw./km²) | 37,8   | 37,8   | 18      | 18      | 19,8   | 19,8   |

In 2002 bedroeg het gemiddelde inkomen per inwoner 1211,84 zł.

## Administratieve plaatsen (sołectwo)
Adampol, Bednarze, Chmielew, Czaple, Dąbrowa, Decie, Górki Borze, Górki Grubaki, Górki Średnie, Jaczew, Jugi, Kąty, Komory, Korytnica, Kruszew, Kupce, Leśniki, Lipniki, Maksymilianów, Nojszew, Nowy Świętochów, Paplin, Pniewnik, Połazie Świętochowskie, Rabiany, Rąbież, Roguszyn, Rowiska, Sekłak, Sewerynów, Stary Świętochów, Szczurów, Trawy, Turna, Wielądki, Wola Korytnicka, Wypychy, Zakrzew, Zalesie, Żabokliki, Żelazów.

## Aangrenzende gemeenten
Dobre, Jadów, Liw, Łochów, Stoczek, Strachówka, Wierzbno